# 台与
台与／臺與（とよ）または壱与／壹與（いよ）（235年 - 没年不明）は、日本の弥生時代3世紀に、『三国志』中の「魏志倭人伝」に記される邪馬台国を都とした倭の女王卑弥呼の宗女である。卑弥呼の後継の男王の次に、13歳で女王になり倭をまとめたとされる。
魏志倭人伝中では「壹與」、後代の書である『梁書倭国伝』『北史倭国伝』では「臺與」と記述されている。「台与」は「臺與」の代用表記であり、「壱与」は「壹與」の新字体表記である。臺與の表記・読みについては異説が多く詳細は後記。

## 表記・読み

### 壹與
『三国志』魏書東夷傳の倭人之条、（通称魏志倭人伝、陳寿編纂、3世紀・晋代）では2写本系統とも「壹與」と記載されている。発音は「い（ゐ）よ」か。

### 臺與
『梁書』諸夷伝 倭（姚思廉編纂、636年・唐代）、『北史』東夷伝（北史倭国伝、李延寿編纂・唐代）などに記述。新字体では「台与」。

#### 発音に関する議論
「臺與」を「とよ」と読むのが通説となっているが、これには議論がある。
- 「臺」の文字は中国の時代ごとにより、また地方ごとにより異なる。昔は[də]と表現していた時もあった。「ト」「ド」の音韻の音節があるとすればこれに該当する。但し一般には「ダ」が主流であり、隋の時代に「ダイ」に変化し、それがそのまま今の日本の発音になり、中国ではその後に「タイ」と変化していった。
- 「台」であれば、「と」と読めるということに異論は無いようである。しかし、「臺」と「台」は異なる文字である[2][3]。
- 「臺」を「と」と読む根拠は、例えば藤堂明保『国語音韻論』[4]に、「魏志倭人伝で、『ヤマト』を『邪馬臺』と書いてあるのは有名な事実である」と記載されていることに求められているが、これはすなわち「邪馬臺=ヤマト」という当時の通説に基づいた記述に過ぎないとする指摘がある[5]。もしこの意見が妥当なら、漢和辞典の記載を根拠に「『邪馬臺』はヤマトと読める、『臺與』はトヨと読める」と言ったところで、大元にある通説の同義反復に過ぎないことになるが、「臺」の発音に関する中国語音韻論による議論はこの意見とは無関係である[6]。また、そもそも「魏志倭人伝」には「邪馬臺」とは書かれておらず、「邪馬壹」（＝邪馬壱）と書かれており、前提からして誤っている。

- 邪馬臺（邪馬台）の発音をヤマドとする説がある[7]。

魏志の編纂が後者二書に比べ大きく先行している。三書はいずれも『魏略』を元にしていると考えられる。『魏略』には他の書に引用された逸文が残っているが、そこには該当部分は存在しないため正確にはどう書いてあったのか不明である。

## 事跡
（この項では便宜上『台与』の名称で記述する）
魏志倭人伝によると、
とされる。
張政が倭に渡った正始8年から、卑弥呼の死と台与の王位継承は、それ程年月が経っていないと思われる。「当時」という表現から、張政が倭に来た時には既に台与が即位していたとも考えられる。
『日本書紀』の神功紀に引用される『晋起居注（現存せず）』に、泰初（「泰始」の誤り）2年（266年）に倭の女王の使者が通訳を重ねて朝貢したとの記述がある。現存する『晋書』武帝（司馬炎）紀では266年、同・四夷伝では文帝（司馬昭）の時代（255～265年）及び武帝の泰始の初め（266年か）に倭人が朝貢したことが書かれている。武帝紀には「倭人」としか書かれていないが、四夷伝では「女王」が主語のように読め、266年には「訳を重ねて」ともある。卑弥呼#神功皇后説にもあるように、江戸時代にはこの女王は卑弥呼と考えられていたが、卑弥呼が死んだのは早くて正始8年、どんなに遅くとも249年（正始10年）である（『梁書』）ことから、近年ではこの倭国女王は台与のことであると考えられている。なお『晋書』宣帝（司馬懿）紀にも「正始元年（240年）春正月東倭重譯納貢」とあり、「訳を重ねて」「東倭」の使者が納貢したと書かれており、『日本書紀』の崇神天皇12年にも異俗の人々が「訳を重ねて」来たとあるが関連は不明である。
この朝貢の記録を最後に中国の史書から邪馬台国や倭に関する記録が途絶える。『梁書』諸夷伝は台与の後に男王が立ち、並んで中国の爵命を受けたと記すが年代は書かれていない。次に倭の記録が現れるのは150年の後の義熙9年（413年）の倭王讃の朝貢（倭の五王）である。
台与と後のヤマト王権との関係は諸説あってはっきりしない。人物の比定については諸説ある（#人物比定を参照）。

## 人物比定
台与を誰に比定するかという議論は、卑弥呼が誰であるかという議論、邪馬台国がどこにありどんな国家に受け継がれていったかと言う議論と、切り離すことができない。ただし卑弥呼と共に記紀に登場する人物とは限らないことに留意すべきである。

### 万幡豊秋津師比売 説
卑弥呼を天照大神（アマテラス）に比定する場合の説。万幡豊秋津師比売（ヨロヅハタトヨアキツシヒメ）は高御産巣日神（タカミムスビ）の娘。アマテラスの息子天忍穂耳命（アメノオシホミミ）と結婚し、天火明命（アメノホアカリ）と邇邇芸命（ニニギ）の母となった。アマテラスの極めて近い親族で名前の中に「トヨ」の文字がある彼女を台与に比定する説で、安本美典が『新版・卑弥呼の謎』（講談社現代新書）で述べている。彼女はアマテラスが主祭神である伊勢神宮の内宮の相殿神の一人であり、安本はそれをこの説の根拠のひとつとしている。

### 天豊姫命 説
桂川光和が唱える説。尾張氏、海部氏の祖彦火明、七世孫建諸隅命の子、天豊姫を台与とする説。この人の二世代前に卑弥呼と思われる、日女命（宇那比姫）がある。

### 豊玉姫命 説
石原洋三郎の説。13歳の台与が登場した際、卑弥呼は少なくとも、70歳以上で没したと考えられ、その年齢差は60才以上と考えられる。
梁書倭国伝・北史倭国伝によれば、『正始年間（240－249年）、卑弥呼が死に、更に男王が立つが国中が服さず、更に互いに誅殺しあう。また卑弥呼の宗女である台与が立ち王となる。その後、また男王が立ち、並びに中国の爵命を受ける。』とあり、台与の死は書かれていない。
海神（ワタツミ）の娘・豊玉姫命は、天照大御神の曾孫である山幸彦と結婚をしているが、ウガヤフキアエズノミコトを出産した後、山幸彦のもとを去っている。

### 豊鍬入姫命 説
崇神天皇の皇女である豊鍬入姫命に比定する説。天皇の命で天照大神を祭った初代斎宮が台与に当たるという説であり、この説の場合は卑弥呼を倭迹迹日百襲姫命（ヤマトトトヒモモソヒメノミコト）と比定することが前提とされることが多いが、卑弥呼を倭迹迹日百襲姫命に比定する説は箸墓古墳の研究などから勢いを増している。『日本書紀』の垂仁天皇25年の本文から、台与は生前に退位したと考えられるが「一云」によれば倭姫命（垂仁天皇の皇女で第2代斎宮）が初代斎宮で台与に当たることになる。

### 豊姫 説
九州各地に伝説の残る豊姫に比定する説。別名、与止姫ともいい、神功皇后の妹の虚空津比売と同一という伝承がある。肥前国風土記の神名帳頭注に「人皇卅代欽明天皇の廾五年（564年）甲申、肥前國佐嘉郡、
與止姫神鎭座。一名豐姫。」とあり、與止日女神社の祭神。

### 卑弥呼と台与が一人にされているという説
「二人の天照大神」説
「日本神話の天の岩戸伝説の前後の天照大神（アマテラス）は別の人物であり、それぞれ卑弥呼と台与である」という説。この説を唱える者は、卑弥呼没年前後1月の皆既日食によって岩戸隠れの神話を説明しようとすることが多い。
「二人の神功皇后」説
直接に明示された説ではないが、『日本書紀』は神功皇后の在位期間を、わざわざ卑弥呼と台与の両方を含む年代に設定しており、『日本書紀』の編纂に携わった人々は卑弥呼と台与のどちらも神功皇后のことだと考えていたと推定できる。

## 台与（壱与）が登場する作品

### 小説
- 長谷川潤二『まつら伊世姫』（集英社／スーパーファンタジー文庫、1991年）
- 定金伸治『kishin -姫神-』（集英社／スーパーダッシュ文庫、2001年）

### 漫画
- 寺島優（原作）、藤原カムイ（作画）『雷火』（初出はスコラ・現出版元は角川書店／Kamui Collection、2000年 - 2001年・連載は『コミックバーガー』1987年 - 1997年）
- 矢吹健太朗『邪馬台幻想記』（集英社／ジャンプ・コミックス、1999年・連載は『週刊少年ジャンプ』1999年12号 - 同年29号）
- 山岸凉子『青青の時代』（潮出版社／希望コミックス、1999年 - 2000年・連載は『comicトムプラス』1998年5月号 - 2000年2月号）

### ゲーム
- TYPE-MOON『Fate/Grand Order』（2022年、声：小澤亜李）
- アニプレックス・f4samurai『マギアレコード 魔法少女まどか☆マギカ外伝』「ピュエラ・ヒストリア 邪馬台国の跡目編」（2023年、声：山田美沙希）